# Базак (коммуна)
База́к (фр. Bazac) — коммуна во Франции, находится в регионе Пуату — Шаранта. Департамент — Шаранта. Входит в состав кантона Шале. Округ коммуны — Ангулем.
Код INSEE коммуны — 16034.
Коммуна расположена приблизительно в 440 км к юго-западу от Парижа, в 155 км южнее Пуатье, в 50 км к югу от Ангулема.

## Население
Население коммуны на 2008 год составляло 171 человек.
| 1962 | 1968 | 1975 | 1982 | 1990 | 1999 | 2008 |
| ---- | ---- | ---- | ---- | ---- | ---- | ---- |
| 283  | 260  | 233  | 158  | 159  | 153  | 171  |

## Администрация
| Период | Период | Фамилия          | Партия | Примечания |
| ------ | ------ | ---------------- | ------ | ---------- |
| 1995   | 2008   | Жильбер Люка     |        |            |
| 2008   | 2014   | Катрин Константи |        | секретарь  |

## Экономика
В 2007 году среди 100 человек в трудоспособном возрасте (15—64 лет) 74 были экономически активными, 26 — неактивными (показатель активности — 74,0 %, в 1999 году было 67,4 %). Из 74 активных работали 59 человек (39 мужчин и 20 женщин), безработных было 15 (3 мужчины и 12 женщин). Среди 26 неактивных 4 человека были учениками или студентами, 14 — пенсионерами, 8 были неактивными по другим причинам.

## Фотогалерея

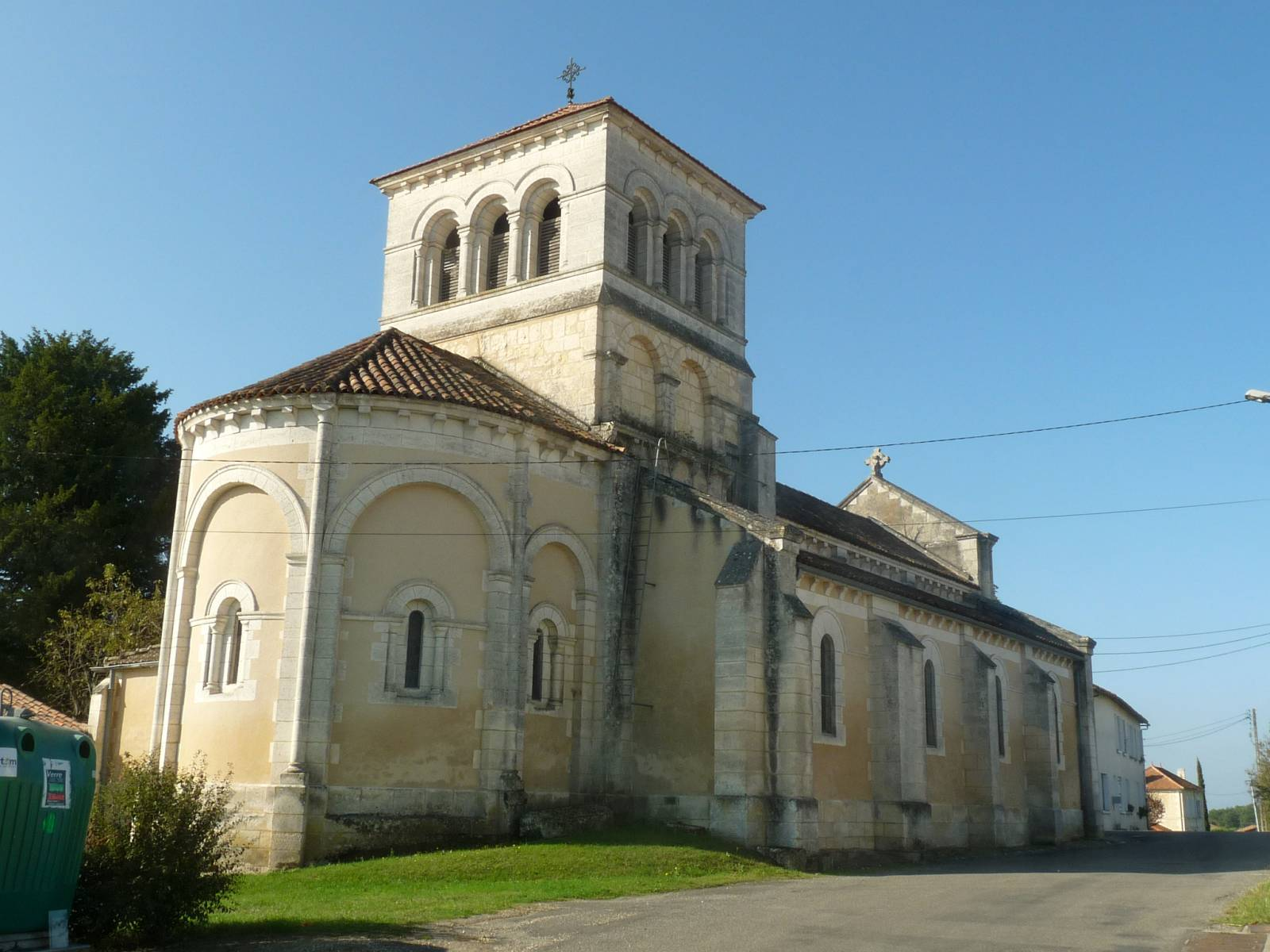
Церковь Сен-Мартен
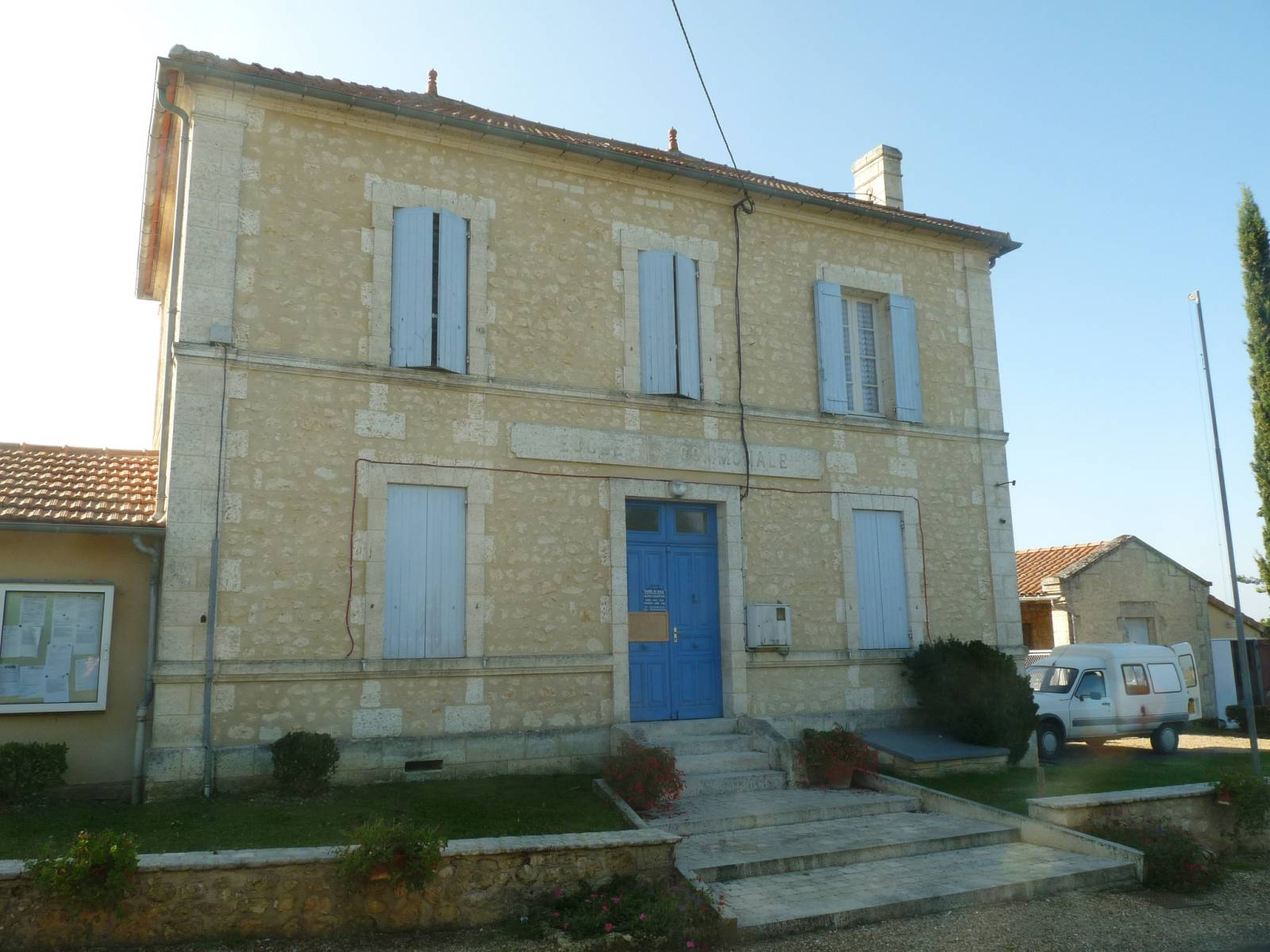
Мэрия
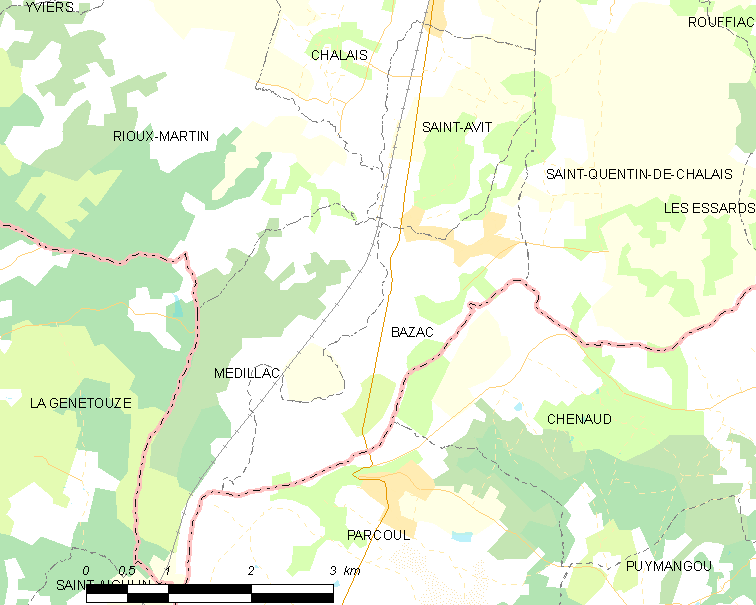
Карта коммуны